# Bactrocera drewi
Bactrocera drewi är en tvåvingeart som först beskrevs av Hardy 1983.  Bactrocera drewi ingår i släktet Bactrocera och familjen borrflugor. Inga underarter finns listade.